# Pucallpa
Pucallpa (puka hallpa heißt auf Quechua rote Erde) ist eine schnell wachsende Stadt im Amazonasgebiet des südamerikanischen Anden-Staates Peru und die Hauptstadt der Region Ucayali. Sie liegt auf 155 m Höhe am Ufer des Río Ucayali, einem der beiden Quellflüsse des Amazonas. Die nächste Stadt in der Nähe ist Tingo María, 250 km entfernt. Die Stadt liegt im Distrikt Callería der Provinz Coronel Portillo, deren Verwaltungssitz sie ist. Die Einwohnerzahl betrug beim Zensus 2017 144.207. Im Ballungsraum wohnten 326.040 Einwohner.
Pucallpa ist seit 1956 der Sitz es Apostolischen Vikariates Pucallpa.

## Geschichte und Wirtschaft
Pucallpa wurde in den 1840er Jahren von Franziskanern gegründet. Eine kleinere Siedlung bestand an diesem Ort aber schon seit 1534. Das Gebiet am Ucayali ist aber schon mindestens seit dem 10. Jahrhundert n. Chr. von indigenen Volksgruppen wie Shipibos, Conibos und Shetebos (und vielleicht auch von den Cashibos) bewohnt. Im Jahre 1880 wurde die Stadt Pucallpa gegründet, die jetzt die Hauptstadt der Region Ucayali (gegründet 1980) ist.
Vor der Fertigstellung der 846 km langen Lima-Pucallpa-Schnellstraße im Jahre 1945 war Pucallpa eine kleine, isolierte Stadt ohne elektrischen Strom oder gepflasterte Straßen. Nach der Verbindung mit Lima wuchs Pucallpa sprunghaft an und ist heute ein Zentrum der umliegenden Landwirtschaft und der Industrie mit zahlreichen Sägemühlen und Palisanderöl-Fabriken. Pucallpa wird auch die 76 km lange Ölpipeline der Gesellschaft Ganso Azul genannt, die im Südwesten der Stadt liegt. Pucallpa verfügt auch über eine Fluganbindung über den Aeropuerto Internacional Capitán FAP David Abensur Rengifo nach Lima, Tarapoto und Iquitos.

## Klima

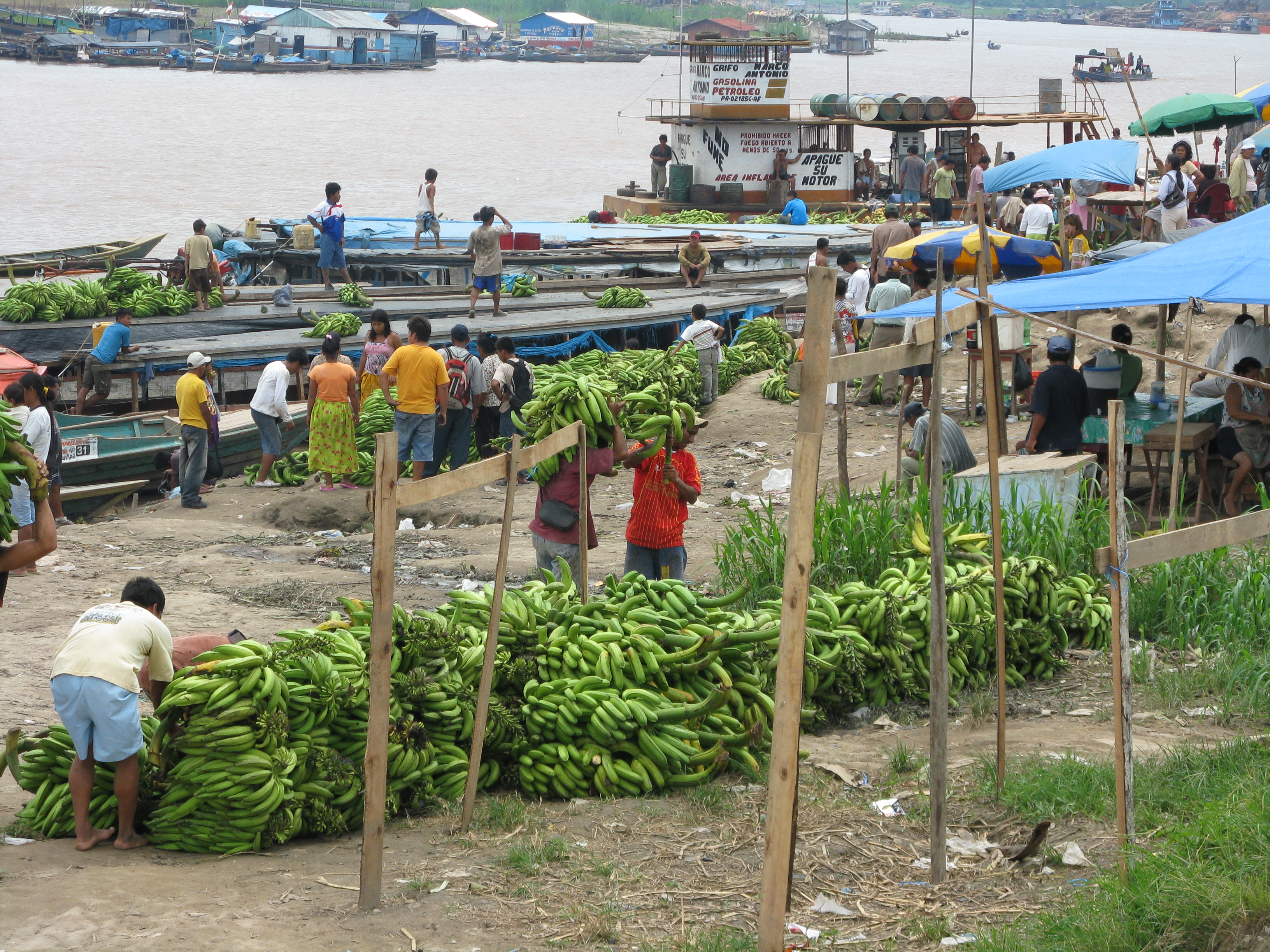
Flusshafen am Río Ucayali

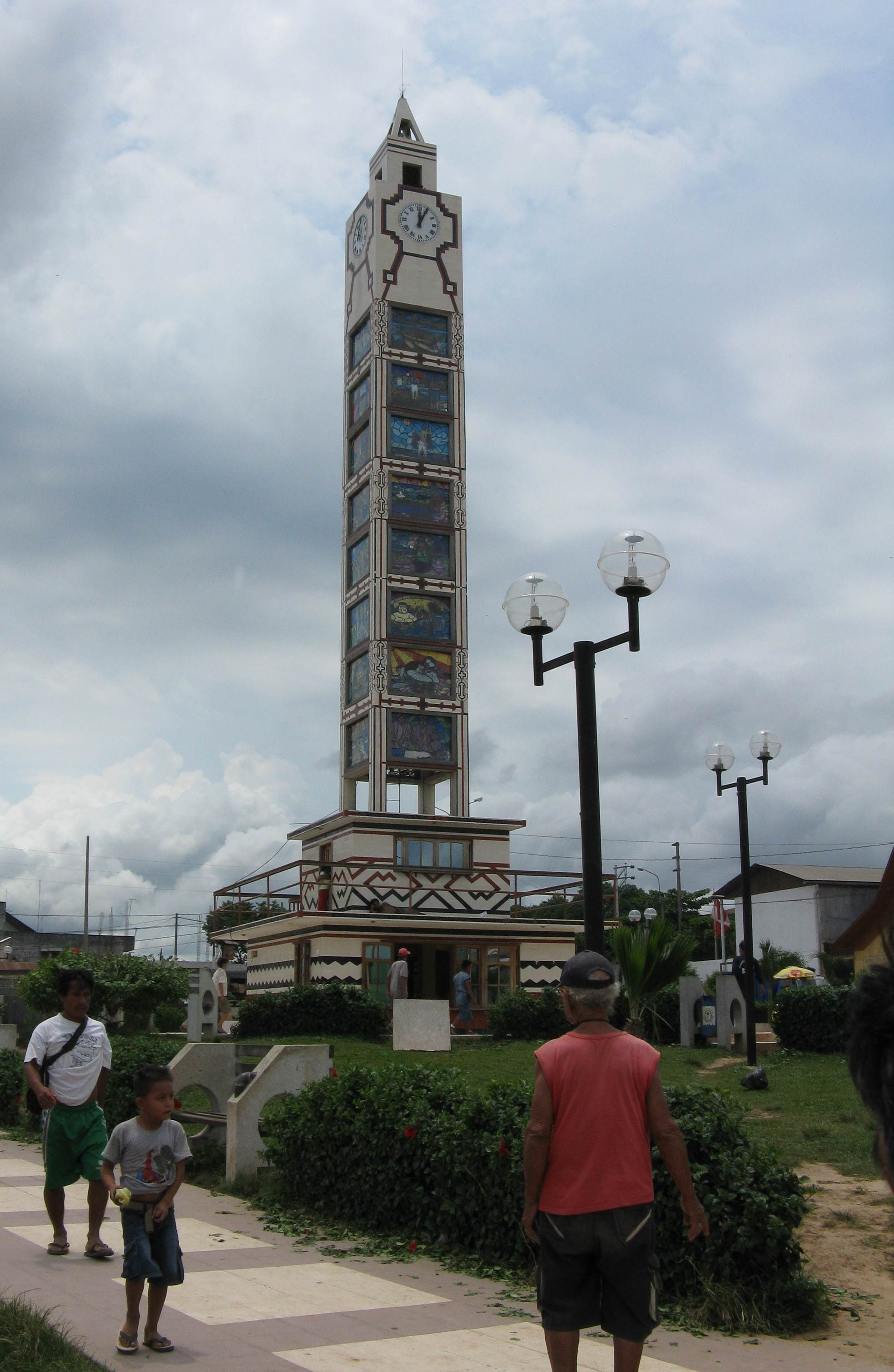
Uhrturm am Flusshafen

In Pucallpa herrscht ganzjährig ein tropisches Klima vor. Die durchschnittliche Jahrestemperatur beträgt 26 °C. Im Juli beträgt die Durchschnittstemperatur 25 °C und in den Monaten September bis Januar 26,5 °C. Die durchschnittliche Höchsttemperatur erreicht 33 °C und die Mindesttemperatur 21,5 °C. Die jährlichen Niederschläge betragen ungefähr 1.570 mm. Die meisten Niederschläge fallen in den Monaten Oktober bis April.
|                       | Jan  | Feb  | Mär  | Apr  | Mai  | Jun  | Jul  | Aug  | Sep  | Okt  | Nov  | Dez  |   |      |
| Mittl. Tagesmax. (°C) | 31,3 | 30,7 | 30,7 | 30,9 | 30,4 | 30,3 | 30,4 | 31,8 | 32,3 | 31,7 | 31,5 | 31,6 | ⌀ | 31,1 |
| Mittl. Tagesmin. (°C) | 22,4 | 22,3 | 22,3 | 22,1 | 21,5 | 20,5 | 19,8 | 20,4 | 21,1 | 21,8 | 22,2 | 22,4 | ⌀ | 21,6 |
|                       |      |      |      |      |      |      |      |      |      |      |      |      |   |      |
| Niederschlag (mm)     | 147  | 165  | 191  | 163  | 104  | 66   | 51   | 56   | 91   | 168  | 185  | 180  | Σ | 1567 |
|                       |      |      |      |      |      |      |      |      |      |      |      |      |   |      |
| Regentage (d)         | 14   | 11   | 12   | 12   | 9    | 6    | 5    | 6    | 7    | 11   | 10   | 11   | Σ | 114  |
|                       |      |      |      |      |      |      |      |      |      |      |      |      |   |      |
| Luftfeuchtigkeit (%)  | 87   | 88   | 88   | 88   | 87   | 88   | 86   | 84   | 85   | 86   | 87   | 86   | ⌀ | 86,7 |

| 22,4 |

| 22,3 |

| 22,3 |

| 22,1 |

| 21,5 |

| 20,5 |

| 19,8 |

| 20,4 |

| 21,1 |

| 21,8 |

| 22,2 |

| 22,4 |

| 22,4 |

| 22,3 |

| 22,3 |

| 22,1 |

| 21,5 |

| 20,5 |

| 19,8 |

| 20,4 |

| 21,1 |

| 21,8 |

| 22,2 |

| 22,4 |

## Sehenswürdigkeiten
- Zentrum: der zentrale Platz, Plaza de Armas, von Pucallpa mit Rathaus, Denkmälern und Kathedrale. Von dort führt die Avenida Tacna, als neue Fußgängerzone und Geschäftsstraße zum Flussufer. Dort sind Parkanlagen, der Flusshafen und ein Uhrturm zu sehen.

- Laguna de Yarinacocha: ein See, bzw. Altarm des Ucayali. Malerische Umgebung, am Seeufer Spezialitätenrestaurants, Schifffahrten zu indigenen Siedlungen von Shipibos mit Kunsthandwerk Kooperativen. Besonders bekannt ist die Ortschaft San Francisco (14 km, 45 Minuten Bootsfahrt vom Hafen).[5]

- Einkaufsmöglichkeiten: in Pucallpa gibt es neun städtische Märkte sowie viele Geschäfte im Zentrum. Neuerdings gibt es auch moderne Einkaufszentren am Stadtrand (Richtung zum Flughafen).

## Naturschutzgebiete
Im Westen von Pucallpa liegen der Alexander-von-Humboldt-Nationalwald und der Biabo-Cordillera Azul-Nationalwald.

## Städtepartnerschaften
- Miami-Dade County, Florida, Vereinigte Staaten

## Söhne und Töchter
- Celia Vasquez Yui (* 1960), Keramikerin